# Topfenstrudel

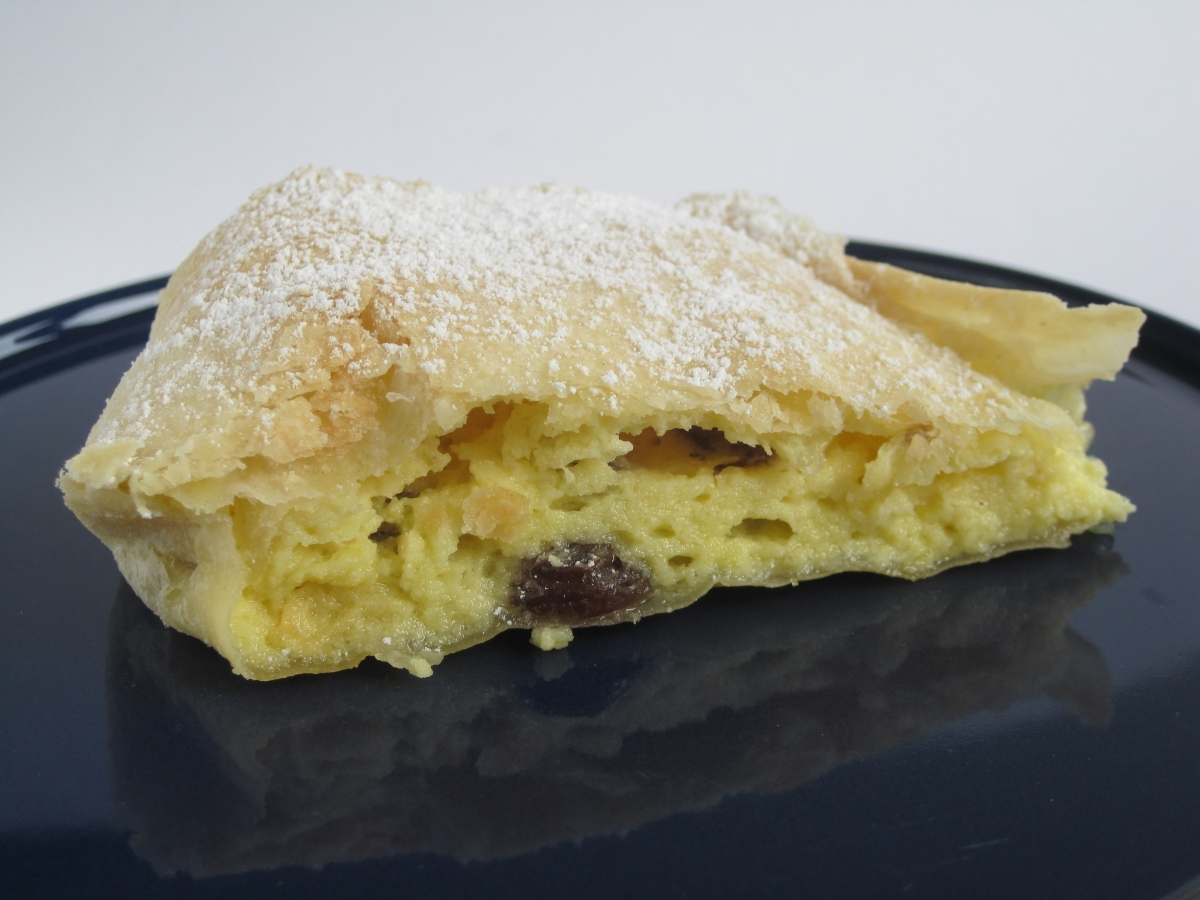
Foto del dulce

El topfenstrudel (/'tɔpfnˌʃtʀuːdl/; llamado quarkstrudel en otras variedades del alemán y túrós rétes en húngaro) es un tipo de dulce similar al apfelstrudel, típico de los países que anteriormente formaban el Imperio austrohúngaro. Se trata de un strudel relleno de queso quark (en dialecto austro-bávaro, topfen) o nata montada. Otros ingredientes habituales suelen ser huevos, azúcar, pasas y especias tales como la vainilla. A la masa se le suele dar la forma enrollada típica de los strudel, aunque también puede disponerse en láminas de manera similar al hojaldre. El topfenstrudel puede prepararse en un recipiente o directamente sobre una bandeja de horno ligeramente engrasada.
En Austria, el topfenstrudel se suele servir con vanillesoße, crema similar a unas natillas poco espesas.